# سیارک ۱۳۳۲۰
سیارک ۱۳۳۲۰ (به انگلیسی: 13320 Jessicamiles، نامگذاری:1998RL79) سیزده هزار و سیصد و بیستمین سیارک کشف شده‌است که در ۱۴ سپتامبر ۱۹۹۸ کشف شد.
قدر مطلق سیارک برابر ۱۷.۸ است.